# 君のとなり (Dream Amiの曲)
「君のとなり」（きみのとなり）は、Dream Amiの5枚目のシングル。2017年7月12日にrhythm zoneから発売。

## 概要
【CD+DVD】【CD】【ワンコイン盤】の3形態で発売。
2017年5月11日に同シングルの発売が発表された。前作同様、作詞をDream Amiが担当。6月19日に「CD Only」には配信限定でリリースの「はやく逢いたい (Acoustic version)」を収録するなど収録内容が発表。
配信番組AbemaTV「 真夏のオオカミくんには騙されない♡」のエンディングテーマに決定した。
田辺秀伸が監督となり、全編スマートフォンで撮影され、Dream Amiがセルフィーに挑戦したMVが、６月28日に解禁。彼氏との幸せな日常を捉えたMVとなっている。

## 収録曲

### 【CD+DVD】
CD
1. 君のとなり
作詞：Dream Ami　作曲：Fast Lane
  - AbemaTV「真夏のオオカミくんには騙されない♥」エンディングテーマ[5]
2. ♡song
作詞：Jam9　作曲：FAST LANE・LISADESMOND
3. Surf on the Summer
作詞：Emi Tawata　作曲：Dominic Rodrigez・Richard Garcia・Anne Judith Wik・Ronny Svendsen・Nermin Haramabasic
4. 君のとなり (Instrumental)

DVD
1. 君のとなり (Video Clip）

### 【CD ONLY】
1. 君のとなり
2. ♡song
3. Surf on the Summer
4. はやく逢いたい (Acoustic version)
作詞：Dream Ami　作曲・編曲：ArmySlick・Lauren Kaori
5. 君のとなり (Instrumental)
6. ♡song (Instrumental)
7. Surf on the Summer (Instrumental)

### 【ワンコイン盤】
1. 君のとなり